# Grb Irske
Grb Republike Irske se opisuje heraldički azure a harp or, stringed argent - zlatna harfa sa srebrnim žicama na plavoj pozadini. Harfa je dugo heraldički simbol Irske.

## Irska harfa
Harfa je poznata kao simbol Irske još od 13. stoljeća, a prvi put se pojavila na anglo-irskom kovanom novcu 1536., tijekom vladavine Henrija III. Nekad se označava i kao harfa Briana Borua, visokog kralja Irske. Pojavljuje se i u trećoj četvrtini grba Ujedinjenog Kraljevstva, što simbolizira staru pretenziju britanske Krune na Irsku, u (osporenom) redu sukcesije Briana Borua.
Harfa je izabrana kao državni simbol po nastanku Irske Slobodne Države, i jedno je od najranijih predstavljanja na Velikom pečatu spomenute. Službeni je simbol ostala i po usvajanju Ustava Irske. Slika harfe nalazi se na kovanom novcu Irske, putovnicama i službenim dokumentima. Također je službeni simbol na pečatima najviših državnih dužnosnika.
Harfa se pojavila na kovanom novcu 1928., a uvelike je promijenjena 1939., te na današnjim irskim euro novčićima.

### Harfa Briana Borua
Harfa Briana Borua najstarija je postojeća irska harfa. Datira iz 14. stoljeća. Pošto je Boru umro 400 godina prije, nije mogla pripadati njemu.